# Pierre Lardinois
Pierre Joseph Lardinois (Noorbeek, 13 agosto 1924 – Amsterdam, 16 luglio 1987) è stato un politico olandese, esponente del Partito Popolare Cattolico.
È stato ministro e commissario europeo.

## Provenienza e formazione
Il padre di Lardinois era un mugnaio e commerciante di grano, morì nel 1937. Lardinois era secondogenito ed aveva sei fratelli.
Lardinois frequentò la scuola cattolica di Rolduc. Nel 1942 cominciò a studiare agraria presso l'università agraria di Wageningen, ma poco dopo si rifiutò di dichiarare fedeltà agli occupanti nazisti. Per evitare ritorsioni contro la famiglia, rispose all'offerta tedesca di lavoro nell'industria bellica in Germania. Nel 1945 tornò agli studi agrari a Wageningen, senza concluderli. Fece parte della direzione dell'associazione degli studenti cattolici "San Francesco Saverio".
Dopo un anno di apprendistato nella regione parigina, nel 1951 Lardinois cominciò a lavorare come consulente in questioni relative all'agricoltura all'interno di varie istituzioni, tra cui il comune di Eindhoven, impegnandosi per la modernizzazione e la razionalizzazione della produzione agricola.
Nel febbraio 1960 entrò come funzionario al ministero dell'agricoltura e della pesca, poi dal maggio 1960 al settembre 1963 fu addetto per l'agricoltura presso l'ambasciata olandese a Londra.

## Carriera politica
Iscritto al Partito Popolare Cattolico, Lardinois venne eletto alla Camera dei rappresentanti il 17 settembre 1963. Nell'ottobre successivo venne anche nominato membro del Parlamento europeo. Alla Camera Lardinois fu portavoce del gruppo parlamentare del suo partito per le questioni legate all'agricoltura.
Durante il suo mandato parlamentare Lardinois svolse anche gli incarichi di segretario del circolo di Eindhoven del partito, presidente dell'unione cristiana dei contadini del Brabante Settentrionale - la più grande organizzazione contadina del paese - e membro della direzione dell'associazione cattolica olandese dei contadini e dei giardinieri.

### Ministro dell'agricoltura
Dopo avere guidato la lista del partito nel Brabante Settentrionale alle elezioni politiche del febbraio 1967, il 5 aprile 1967 Lardinois venne nominato ministro dell'agricoltura e della pesca nell'ambito del governo guidato da Piet de Jong, e si dimise da tutti gli altri incarichi che deteneva. Nel maggio 1971 venne rieletto alla Camera dei rappresentanti, ma si dimise poco dopo per continuare il mandato da ministro nell'ambito del governo Biesheuvel. Ricoprì la carica ministeriale fino al 1º gennaio 1973. Come ministro Lardinois partecipò ai negoziati che introdussero le quote latte e la politica comunitaria sui prodotti caseari e ai negoziati per la riforma della politica agricola comune secondo le linee indicate dal piano Mansholt.
Dal 28 gennaio 1972 venne assegnata a Lardinois la responsabilità di coordinare le politiche verso Suriname e le Antille Olandesi e di assicurare loro assistenza. Nel 1972 Lardinois fece inoltre parte del gruppo di lavoro per la riforma della struttura della monarchia olandese.

### Commissario europeo
Il 6 gennaio 1973 Lardinois entrò in carica come commissario europeo nell'ambito della Commissione Ortoli. Gli venne assegnata la delega all'agricoltura e alla pesca. Rimase in carica fino al 1º gennaio 1977.
Come commissario Lardinois cercò di riformare la politica agricola comune per ridurne i costi crescenti e contenere la sovrapproduzione. Promosse politiche di contenimento dello sfruttamento intensivo della pesca. Nel 1974 concluse un accordo con gli Stati Uniti per un impegno comune contro la fame del mondo, attraverso l'accumulo di scorte alimentari e sostegni a progetti di sviluppo rurale nel Terzo mondo.

## Attività successive
Dal 1977 al 1986 Lardinois fu direttore del comitato esecutivo della banca Rabobank di Utrecht, il principale istituto di credito per i contadini olandesi, di cui promosse l'internazionalizzazione.
Nel giugno 1985 venne nominato vicepresidente della camera di commercio olandese-tedesca e nel maggio successivo divenne direttore. Svolse l'incarico fino alla morte.

## Vita privata
Lardinois era sposato ed ha avuto cinque figli. La moglie era di nazionalità belga.
Era di fede cattolica.